# Barrière
Barrière Lake Algonkini (Barriere Lake, Lac Rapide, Rapid Lake), jedna od skupina pravih Algonquin Indijanaca čije se područje nalazilo oko jezera Barrière i Kakabong. Danas pod imenom Algonquins of Barriere Lake žive na rezervatu Rapid Lake Indian Reserve, koji je utemeljen za njih 1961. godine. Rezervat se nalazi na zapadnoj obali rezervoara Cabonga, 134 kilometra sjeverno od Maniwakija u kanadskoj provinciji Quebec. Zajednica 2007. broji 650 članova.

## Vanjske poveznice
- Spotlight on the Algonquins of Barriere Lake
- Barrière Lake First Nation  Arhivirana inačica izvorne stranice od 27. prosinca 2007. (Wayback Machine)